# Барано (Фиренца)
Барано је насеље у Италији у округу Фиренца, региону Тоскана.
Према процени из 2011. у насељу је живело 29 становника. Насеље се налази на надморској висини од 213 м.